# Villon és a többiek

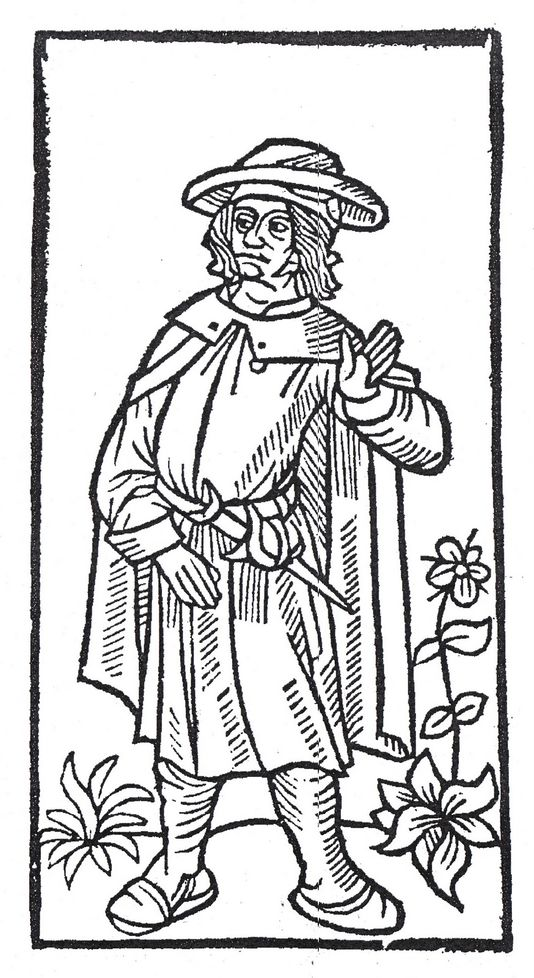
Villon

Villon és a többiek rock-musical, József Attila Színház - 1976

## Történet
A darab, az életrajz (François Villon) adatait követve, a költő lebukásainak története. Villon profi volt ugyan lírikusnak, de tolvajként szánalomra méltó amatőrmunkát végzett. Szinte mindig éppen arra járt, ahol valakit leütöttek, vagy kiraboltak. Ő lett a csavargó, a rosszéletű költő mintapéldánya.
A Villon és a többiek a vagány helyett inkább vívódó ifjút, a gyötrődő szerelmest, a rossz útra tért, de megjavulni vágyó diákot mutatta be. A vagányságot inkább a versekre hagyták.
Villonnak nem volt  hivatalosan apja, de valószínűleg az apja taníttatta. Sorbonne-ra járt egyetemre. Kerülte az iskolát, de mégis doktorátust szerzett. Belekerült a Kagylósok bandájába is. Egyszer egy nő miatt önvédelemből ölt, emiatt középkori módszerekkel megkínozták, őt nevezték meg hibásnak.

## Közreműködők
- Rendező :	Seregi László
- Szerző :	Kardos G. György
- Koreográfus :	Geszler György
- Díszlettervező :	Csinády István
- Jelmeztervező :	Kemenes Fanni
- Szereposztás :	Francois Villon, diák: Vogt Károly
- Régnier, diák: Maros Gábor
- Colin, diák: Márton András
- Catherine: Borbás Gabi
- Louvois: Kaló Flórián
- Isabelle, Louvois felesége: Pálos Zsuzsa
- Cotart: Makay Sándor
- Antoine, kocsmáros: Láng József
- Főbíró: Turgonyi Pál
- Beauxyeux, költő: Mihályi Győző
- Belleregard, költő: Rupnik Károly
- Suhanc: Faragó József
- Báró: Vész Ferenc
- Tiszt: Vígh Imre
- Orleans-i herceg: Bánffy György
- Sermoise kanonok: Horváth Gyula
- Guillaume páter: Téri Árpád
- Martha, Villon anyja: Szilágyi Eta
- Duci Margó, bordélylány: Szabó Éva
- Mathilde, bordélylány: Margitai Ági
- Anette, bordélylány: Telessy Györgyi
- Jeaninne, bordélylány: Szerencsi Éva
- Magdelene, főnökasszony: Bara Margit
- Melisse, apáca: Örkényi Éva
- Margarethe, apáca: Dávid Ági
- Louise, apáca: Dzsupin Ibolya
- Első vagány: Köves Ernő
- Második vagány: Faragó József

## Könyvek
- Mészöly Dezső 1966. Villon és a többiek
- Kardos G. György - 1976, 1982, 1993-1994, 1999. Villon és a többiek